# سارة الحمد
سارة محمد فهد الحمد (من مواليد 27 يونيو 1992)، لاعبة كرة قدم سعودية محترفة تلعب في خط الوسط لنادي النصر السعودي في الدوري السعودي الممتاز والمنتخب السعودي للسيدات.

## مسيرتها الكروية

### اليمامة
قبل انطلاق الدوري السعودي الممتاز للسيدات 2022–23، انضمت سارة إلى اليمامة قادمةً من نادي سما الذي كانت تقوده. واحتلت مع اليمامة المركز الرابع في ترتيب الدوري. كما مثلت نادي اليمامة لكرة الصالات في البطولة الرمضانية لكرة الصالات للسيدات والتي تُوج بها نادي اليمامة.

### النصر
في أبريل 2023، بعد استحواذ الشباب على اليمامة، وقعت سارة مع النصر. وفي ديسمبر 2023، وبعد انتهاء النصف الأول من الموسم، اختيرت سارة أفضل لاعب في الشهر.

## مسيرتها الدولية
كانت سارة ضمن أول قائمة للمنتخب السعودي للسيدات، وقد ظهرت لأول مرة مع المنتخب في المباراة الأولى له، والتي انتهت بفوزه 2–0 على سيشيل.

## الإحصائيات

### النادي
آخر تحديث 30 ديسمبر 2023.
| النادي        | الموسم        | الدوري        | الدوري | الدوري  | الكأس  | الكأس   | قاريا  | قاريا   | أخرى   | أخرى    | المجموع | المجموع |
| النادي        | الموسم        | الدرجة        | الظهور | الأهداف | الظهور | الأهداف | الظهور | الأهداف | الظهور | الأهداف | الظهور  | الأهداف |
| ------------- | ------------- | ------------- | ------ | ------- | ------ | ------- | ------ | ------- | ------ | ------- | ------- | ------- |
| اليمامة       | 2022–23       | الدرجة الأولى | 14     | 0       | —      | —       | —      | —       | —      | —       | 14      | 1       |
| اليمامة       | المجموع       | المجموع       | 14     | 0       | —      | —       | —      | —       | —      | —       | 14      | 0       |
| النصر         | 2023–24       | الدرجة الأولى | 7      | 1       | 2      | 0       | —      | —       | 5      | 1       | 14      | 2       |
| النصر         | المجموع       | المجموع       | 7      | 1       | 2      | 0       | —      | —       | 5      | 1       | 14      | 2       |
| المجموع الكلي | المجموع الكلي | المجموع الكلي | 21     | 0       | 2      | 0       | —      | —       | 5      | 1       | 28      | 2       |

### المنتخب
اعتبارًا من المباراة التي لعبت في 30 سبتمبر 2023.
| السنة   | السعودية | السعودية |
| السنة   | الظهور   | الأهداف  |
| ------- | -------- | -------- |
| 2022    | 4        | 0        |
| 2023    | 13       | 0        |
| المجموع | 17       | 0        |

## الإنجازات
النصر
- بطولة الأندية السعودية – الأردن للسيدات: المركز الثالث 2023

السعودية
- البطولة الدولية الودية للسيدات: الخبر 2023